# David Gaillard
Pour les articles homonymes, voir Gaillard.
David Gaillard, né à Mulhouse en 1973, est un altiste français. 
Il a remporté les Médailles d'or de violon, de piano et de formation musicale à l’École nationale de musique de Mulhouse. Il poursuit ses études à l'ENM d'Aulnay-sous-Bois où il remporte les Premiers prix d'excellence de violon et alto et le Premier prix de musique de chambre. Puis il continue ses études au Conservatoire national supérieur de musique de Paris dans la classe d'alto de Jean Sulem où il remporte le premier prix d'alto à l'unanimité et avec les félicitations de jury, le premier prix d'harmonie à l'unanimité et le deuxième prix de contrepoint.
Il est nommé premier alto solo de l'Orchestre de Paris. Il se produit avec des musiciens comme Christoph Eschenbach,  Xavier Phillips,  David Grimal, etc. Il joue dans des salles prestigieuses comme le Théâtre du Châtelet, la Salle Pleyel. Il participe aussi au Festival Messiaen, au Festival d'Aix-en-Provence, etc.